# Мучник Лариса Львівна
Лар́иса Льв́івна М́учник (31 липня 1956, Коростишів, Житомирська область — 5 лютого 2015, Миколаїв) — українська шахістка і дитяча шахова тренерка. Дворазова чемпіонка Української РСР (1980, 1985), дворазова призерка чемпіонатів СРСР, шестиразова учасниця зональних турнірів чемпіонатів світу з шахів серед жінок. Міжнародний майстер, майстер спорту СРСР та України.

## Життєпис
Народилася в місті Коростишів Житомирської області. Навчалась у середній школі № 2. Шахами почала займатись з 4-го класу у Миколи Волошина. У 1973 році стала чемпіонкою Міністерства освіти УРСР.
Згодом, навчаючись в Житомирському педагогічному інституті, одночасно займалася у тренера Наума Гофмана. Згодом її тренером і чоловіком став Аркадій Шмирін, під керівництвом якого вона досягла вагомих успіхів.
У 1978 році Л. Л. Мучник виборола першість Центральної ради ДСТ «Буревісник». Наступного року вона вдруге стала чемпіонкою «Буревісника» (ця перемога давала право грати у вищій лізі чемпіонату СРСР).
Виступаючи на чемпіонатах СРСР, перемагала найсильніших на той час шахісток, серед яких і п'ятиразову чемпіонку світу Нону Гапріндашвілі. Гідно виступала й на міжнародній арені.
В останні роки життя Лариса Львівна Мучник працювала тренеркою з шахів Миколаївської ДЮСШ. Серед її учнів призери і чемпіони України, учасники і призери чемпіонатів світу та Європи.
Педагогічну роботу поєднувала з творчою роботою. Лариса Мучник — авторка шахових книжок для дітей.

## Вшанування пам'яті
З літа 2015 року у Коростишеві започаткований Всеукраїнський шаховий турнір «Меморіал Мучник Лариси Львівни».

## Турнірні результати

### Чемпіонати України
| Рік  | Місце проведення | Турнір                 | Результат | + | — | = | Місце   |
| ---- | ---------------- | ---------------------- | --------- | - | - | - | ------- |
| 1976 | Одеса            | 36-й чемпіонат України | 4 з 8     | 3 | 3 | 2 | 16 — 18 |
| 1979 | Чернівці         | 39-й чемпіонат України | 6½ з 12   | 3 | 2 | 7 | 7       |
| 1980 | Кіровоград       | 40-й чемпіонат України | 9 з 11    | 8 | 1 | 2 | Gold    |
| 1985 | Херсон           | 45-й чемпіонат України | 9½ з 13   | 6 | 0 | 7 | Gold    |
| 1986 | Миколаїв         | 46-й чемпіонат України | 7 з 15    | 4 | 5 | 6 | 9       |
| 1987 | Чернігів         | 47-й чемпіонат України | 9½ з 15   |   |   |   | Bronze  |
| 1988 | Ворошиловград    | 48-й чемпіонат України | 9½ з 15   | 6 | 2 | 7 | 5       |
| 1992 | Херсон           | 52-й чемпіонат України | 9 з 15    | 6 | 3 | 6 | 7       |
| 1995 | Маріуполь        | 55-й чемпіонат України | 4½ з 9    | 3 | 3 | 3 | 16 — 21 |
| 2003 | Миколаїв         | 63-й чемпіонат України | 5½ з 9    | 5 | 3 | 1 | 12      |

### Чемпіонати СРСР та інші турніри
| Рік       | Місце проведення | Турнір                              | Результат | +  | — | = | Місце   |
| --------- | ---------------- | ----------------------------------- | --------- | -- | - | - | ------- |
| 1979      | Тбілісі          | 39-й чемпіонат СРСР                 | 6½ з 17   | 2  | 6 | 9 | 14 — 17 |
| 1980      | Єреван           | 40-й чемпіонат СРСР (перша ліга)    | 9 з 15    |    |   |   | 2 — 3   |
| 1980/1981 | Алма-Ата         | 40-й чемпіонат СРСР                 | 7½ з 15   | 4  | 4 | 7 | 8       |
| 1981      | Мінськ           | Півфінал 41-го чемпіонату СРСР      | 7½ з 15   | 5  | 5 | 5 | 8 — 11  |
|           | Ленінград        | Зональний турнір                    | 3 з 13    | 0  | 7 | 6 | 13 — 14 |
| 1982      | Миколаїв         | Чемпіонат Миколаєва серед чоловіків | 12½ з 15  | 10 | 0 | 5 | 1       |
| 1983      | Вільнюс          | 43-й чемпіонат СРСР                 | 12 з 17   | 10 | 3 | 4 | — 3     |
| 1984      | Київ             | 44-й чемпіонат СРСР                 | 9 з 15    | 6  | 3 | 6 | — 5     |
| 1985      | Єреван           | 45-й чемпіонат СРСР                 | 9 з 17    | 5  | 4 | 8 | 6 — 7   |
| 1986      | Бішкек           | 46-й чемпіонат СРСР                 | 7 з 16    | 5  | 7 | 4 | 12 — 15 |
| 1987      | Херсон           | Півфінал 47-го чемпіонату СРСР      | 5 з 13    |    |   |   | 11      |